# Nora Castro
Nora Castro Navajas (Montevideo, 17 de febrero de 1947) es una maestra, profesora y política uruguaya, perteneciente al Frente Amplio. Fue diputada por el departamento de Montevideo y la primera mujer en desempeñar el cargo de Presidenta de la Cámara de Representantes durante la primera legislatura del 2005. Integró como Consejera el Consejo Directivo Central (CODICEN) de la Administración Nacional de Educación Pública (ANEP) de Uruguay.

## Biografía
Nació en Montevideo el 17 de febrero de 1947. Su padre, Carlos Felipe Castro, era un marino militar que tuvo participación activa en el régimen dictatorial uruguayo. Su madre, Muñeca Navajas, ama de casa, era batllista liberal del grupo de Zelmar Michelini y posteriormente del Frente Amplio, marcando fuertes contradicciones entre sus padres, que se divorciaron, siendo Nora una adolescente. Cursó sus estudios primarios en la Escuela Pública República del Ecuador, y sus estudios secundarios los realizó en los liceos públicos Héctor Miranda y José Enrique Rodó. 
Egresó de Institutos Normales “María Stagnero de Munar” y “Joaquín R. Sánchez” en carácter de maestra de educación primaria. A su vez es profesora de Ciencias de la Educación del Instituto de Profesores Artigas. Cursó la Licenciatura en Ciencias de la Educación en la Facultad de Humanidades y Ciencias de la Educación, de la Universidad de la República. 
Desde 1967 trabajó como maestra llegando a ser Maestra Directora en escuelas de la periferia de Montevideo. Ese mismo año publicó un pequeño libro de narrativa, llamado "La seca y otros relatos". También trabajó en Formación Docente, en los Institutos Normales de Montevideo y en el IPA. Se desempeñó como docente de Planeamiento de la Educación en la Facultad de Humanidades hasta el año 2006. Desde el año 2007 es docente libre de esa Facultad.

## Actividad política
Su madre es quien la introduce dentro del mundo de la izquierda política, acompañándola a manifestaciones. Nora Castro comienza a participar de reuniones, donde conoce a Raúl Sendic. Comenzó a militar dentro del gremio de estudiantes de su liceo, luego dentro de su barrio y finalmente en el sindicato. 
En 1971 participó del Movimiento 26 de Marzo y se funda el Frente Amplio. Durante los años de dictadura milita de manera clandestina, reservando su identidad. Colaboró activamente con las madres y abuelas de familiares desaparecidos por el régimen dictatorial. 
Durante 1997 y 1999 trabajó con el entonces diputado José Mujica. Paralelamente, y hasta fines de 1999 fue feriante, vendedora de libros, telas, artesanías y todo lo que le permitiera complementar sus ingresos. 
En octubre de 1999 es electa diputada titular por el período 2000-2005, por el sector del Movimiento de Participación Popular del Frente Amplio. En octubre del 2004 es reelecta para el mismo cargo, por el período 2005-2010. Por votación interna fue designada como Presidenta de la Cámara de Representantes, siendo la primera mujer en conseguirlo.
Integró la llamada "bancada femenina" en busca de la promoción de la participación política y los derechos del género femenino, junto con las también diputadas Beatriz Argimón, Raquel Barreiro, Martha Montaner, Silvana Charlone, Margarita Percovich, Yeanneth Puñales, María Alejandra Rivero Saralegui, Glenda Rondán, Diana Saravia Olmos, Lucía Topolansky y Daisy Tourné.
En el año 2007 se convierte en la Secretaria de Relaciones Interinstitucionales en la Mesa Directiva del Parlatino y, desde entonces, representa a Uruguay en el EuroLat siendo actualmente la copresidenta de la Comisión de Asuntos Sociales.
El 27 de febrero de 2009 asumió la Presidencia del Instituto del Niño y Adolescente del Uruguay (INAU), vacante tras la renuncia de Victor Giorgi.